# Florence Foster Jenkins
Florence Foster Jenkins, de domo Foster, primo voto Jenkins (ur. 19 lipca 1868 w Wilkes-Barre, zm. 26 listopada 1944 w Nowym Jorku) – amerykańska sopranistka amatorka. Znana jako „najgorsza śpiewaczka świata”, która pomimo całkowitego braku talentu wokalnego cieszyła się dużą popularnością, a jej koncerty miały zawsze pełną widownię. Dała nawet recital w Carnegie Hall 25 października 1944. Swoją karierę muzyczną finansowała ze środków, jakie dostała w spadku po ojcu – bankierze.

## Młodość
Przyszła na świat jako Narcissa Florence Foster w Wilkes-Barre, jako córka Charlesa Dorrance'a Fostera i Mary Jane Hoagland. Jako dziecko otrzymywała lekcje muzyczne, w późniejszym wieku deklarowała chęć wyjazdu za granicę, aby studiować operę. Jej zamożny ojciec odmówił opłacenia nauki, więc Florence uciekła do Filadelfii z lekarzem Frankiem Thorntonem Jenkinsem, którego była żoną w latach 1885–1902. Po rozwodzie z Jenkinsem zarabiała, pracując jako nauczycielka i pianistka. W 1908 zamieszkała z aktorem estradowym St. Clairem Bayfieldem (który później został jej menedżerem) – ten związek przetrwał do końca jej życia.
Po śmierci ojca w 1909 otrzymała znaczny spadek, który pozwolił jej na rozpoczęcie długo odwlekanej kariery śpiewaczki. Pobierała nauki śpiewu w Filadelfii oraz Nowym Jorku, gdzie założyła i łożyła na utrzymanie „Klubu Verdiego” (ang. Verdi Club). Recitale rozpoczęła w 1912. Śmierć matki w 1928 przyniosła jej dodatkowe pieniądze, dzięki którym mogła finansować karierę.

## Kariera
Po wysłuchaniu nagrań oczywistym się staje, iż zdolności rytmiczno-wokalne Jenkins pozostawiały wiele do życzenia, zaś jej łamiący się głos ledwie potrafił utrzymywać dźwięki. Akompaniujący muzyk starał się dostosować do zmian tempa i pomyłek rytmicznych. Na jaw wychodzi także słaba dykcja, zwłaszcza w językach obcych. Pomimo tych oczywistych braków zyskała popularność, gdyż dostarczała widzom rozrywkę. Krytycy opisywali jej dokonania w sposób niejednoznaczny, co zapewne przyczyniło się do podsycenia zainteresowania publiki.
Mimo braku talentu Jenkins była przekonana o swojej wielkości. Chętnie porównywała się do sopranistek Friedy Hempel oraz Luisy Tetrazzini, zaś gromkie śmiechy dobiegające z widowni traktowała jako „profesjonalną zazdrość”. Była świadoma istnienia swoich krytyków, jednak nie pozwoliła, aby wstrzymali rozwój jej kariery.

Ludzie mogą mówić, że nie potrafię śpiewać. Ale nikt nie może nigdy powiedzieć, że nie śpiewałam.

Jej recitale składały się po części ze standardów operowych Mozarta, Verdiego oraz Straussa, jak również utworów Brahmsa i „Clavelitos” Valverde Sanjuána, stanowiących ulubiony materiał na bisy. Często pojawiały się utwory skomponowane przez nią samą oraz akompaniującego pianistę Cosmé McMoona. Na scenie Jenkins nosiła wymyślne kostiumy, które sama projektowała, często dekorując je piórami i świecidełkami; podczas „Clavelitos” zwykła rzucać w widownię kwiatami z kosza. Po każdym występie McMoon zbierał rozrzucone kwiaty i przygotowywał je do następnego spektaklu.
Po wypadku w taksówce w 1943 roku odkryła, iż jest w stanie zaśpiewać „wyższe F niż poprzednio”, za co wynagrodziła kierowcę feralnej taksówki kosztownymi cygarami.
Pomimo wielkiego popytu na koncerty śpiewaczki, Jenkins koncertowała tylko w ulubionych miejscach oraz raz do roku w sali balowej hotelu Ritz-Carlton w Nowym Jorku. Na widowni zasiadało ścisłe grono oddanych jej klubowiczek oraz wybrańców – bilety rozdawane były przez samą divę. W wieku 76 lat, na żądanie publiczności wystąpiła w Carnegie Hall. Bilety zostały wyprzedane wiele tygodni przed pokazem. Zmarła miesiąc później w swoim apartamencie w Hotelu Seymour na Manhattanie.

## Odniesienia w kulturze popularnej
Florence Foster Jenkins jest bohaterką komedii Boska! (ang. Glorious!) Petera Quiltera, której prapremiera miała miejsce w Birmingham Repertory Theatre w 2005. W Polsce sztuka ta znana jest przede wszystkim ze spektaklu w Teatrze „Polonia” (premiera 27 kwietnia 2007) i Teatrze Telewizji (24 października 2011) z Krystyną Jandą w roli Jenkins.
19 sierpnia 2016 w Polsce, a 23 kwietnia 2016 r. na świecie, miał premierę film Boska Florence z Meryl Streep w roli głównej.